# Carlo Suarès
Pour les articles homonymes, voir Suarès.
Carlo Suarès est un écrivain, peintre et cabaliste français, né à Alexandrie le 12 mai 1892 et mort à Paris 15e le 16 juillet 1976.

## Biographie
Ses études à l'École des beaux-arts de Paris, commencées en 1910, interrompues par la maladie puis par la guerre, furent couronnées en 1920 par un diplôme d'architecte. Ayant épousé Nadine Tilche en 1922, il fait connaissance en 1923 de Jiddu Krishnamurti dont il devient l'ami fidèle et le traducteur en français. De 1928 à 1939, il participe à la rédaction des Cahiers de l’Étoile, revue mensuelle, où il côtoie Joë Bousquet, Le Corbusier, Krishnamurti, Benjamin Fondane. Après l'arrêt des Cahiers, c'est dans les  Carnets qu'il publie La fin du Grand Mythe.
Son œuvre s'attache à la réflexion philosophique et religieuse, ainsi qu'à l'étude des textes sacrés et de la Kabbale.
À partir de 1940, Carlo Suarès devint un artiste peintre prolifique. Il exposa sa théorie ésotérique de la couleur dans L'Hyperbole chromatique.
En 1945, Suarès se remit à écrire, en particulier Critique de la Raison Impure, La Kabale des Kabales, De Quelques Apprentis-Sorciers, et la Trilogie sur la Genèse, le Cantique des Cantiques, et le Sefer Yetsirah.
Selon Charles Mopsik, « Carlo Suarès (...) se propose de retrouver la cabale authentique qui aurait été, selon sa thèse, déformée par l'idéologie religieuse rabbinique. L'influence de la pensée originale de Carlo Suarès a été à peu près insignifiante sur le judaïsme français mais elle s'est exercée sur divers milieux d'origine chrétienne, aspirant à découvrir de nouveaux horizons spirituels ».

## Traduction
- Krishnamurti, Première et dernière liberté, Stock, 1955
- Krishnamurti, De l'éducation, Delachaux et Niestlé (réédition) 1959
- Krishnamurti, Conférences : Paris 1960..., Le Courrier du livre, Paris

## Hommage
La ville de Paris a permis l'apposition d'un hommage public à Carlo Suarès sur la façade de l'immeuble où il a habité par un arrêté datant de 2010. Toutefois, au 2 janvier 2021, aucune plaque n'avait pu être posée.